# Ballston
Pour les articles homonymes, voir Wilton.
Ballston est une ville de l'État américain de New York, située dans le comté de Saratoga. Selon le recensement de 2010, sa population est de 9 776 habitants.

## Personnalités liées à la ville
- Thomas Lown, boxeur champion des Etats-Unis amateur en 1927 et 1928 dans la catégorie des poids welters, participant aux Jeux olympiques de 1928.